# Ruffec, Charente

Ruffec este o comună în departamentul Charente, Franța. În 1 ianuarie 2022 avea o populație de 3.394 de locuitori.